# Eleocharis torticulmis
Eleocharis torticulmis är en halvgräsart som beskrevs av S.Galen Smith. Eleocharis torticulmis ingår i släktet småsäv, och familjen halvgräs. Inga underarter finns listade i Catalogue of Life.